# Amor und Psyche

Die Entführung der Psyche. Gemälde von William Adolphe Bouguereau

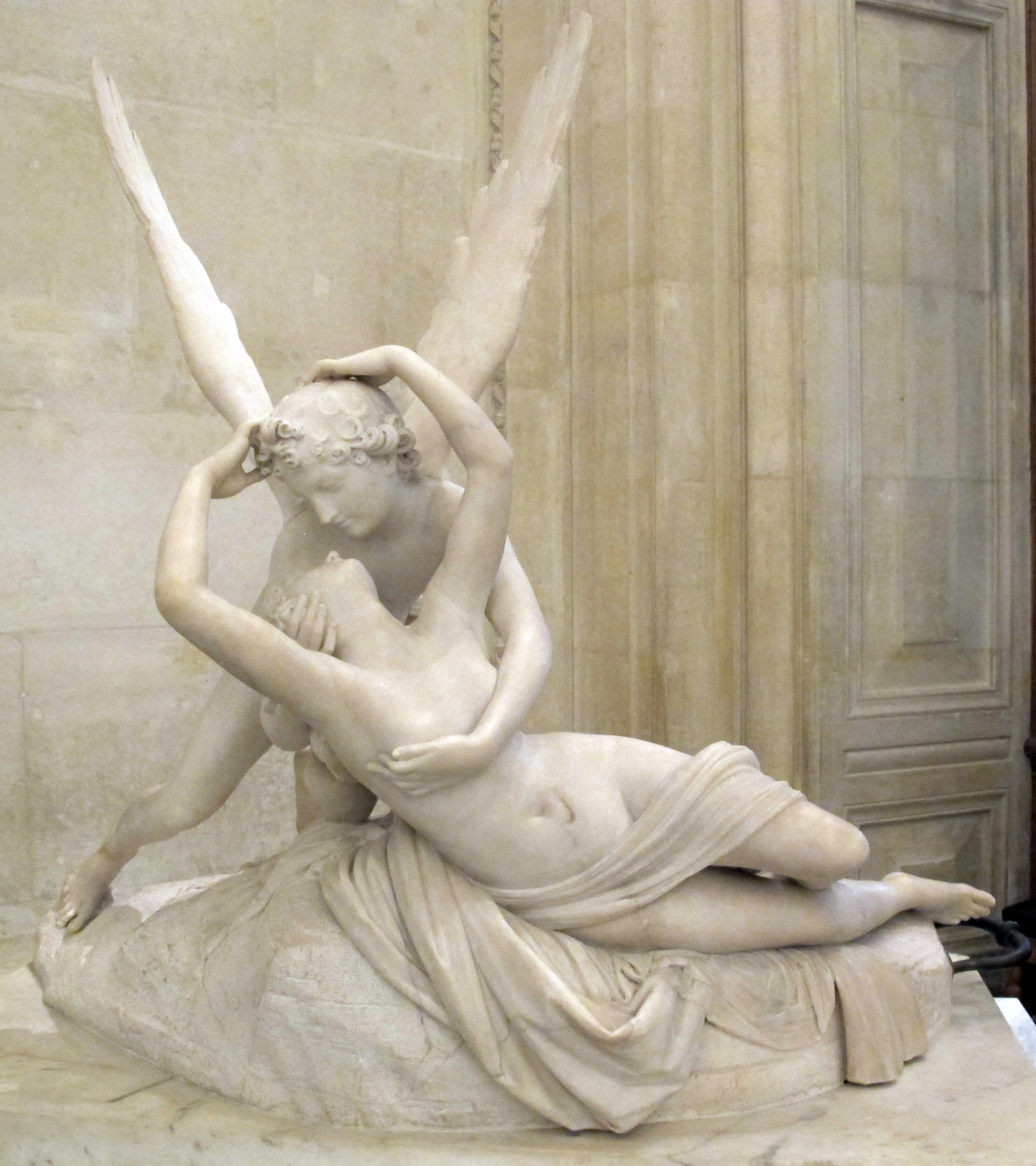
Antonio Canova: Amor und Psyche, Paris, Louvre (1793)

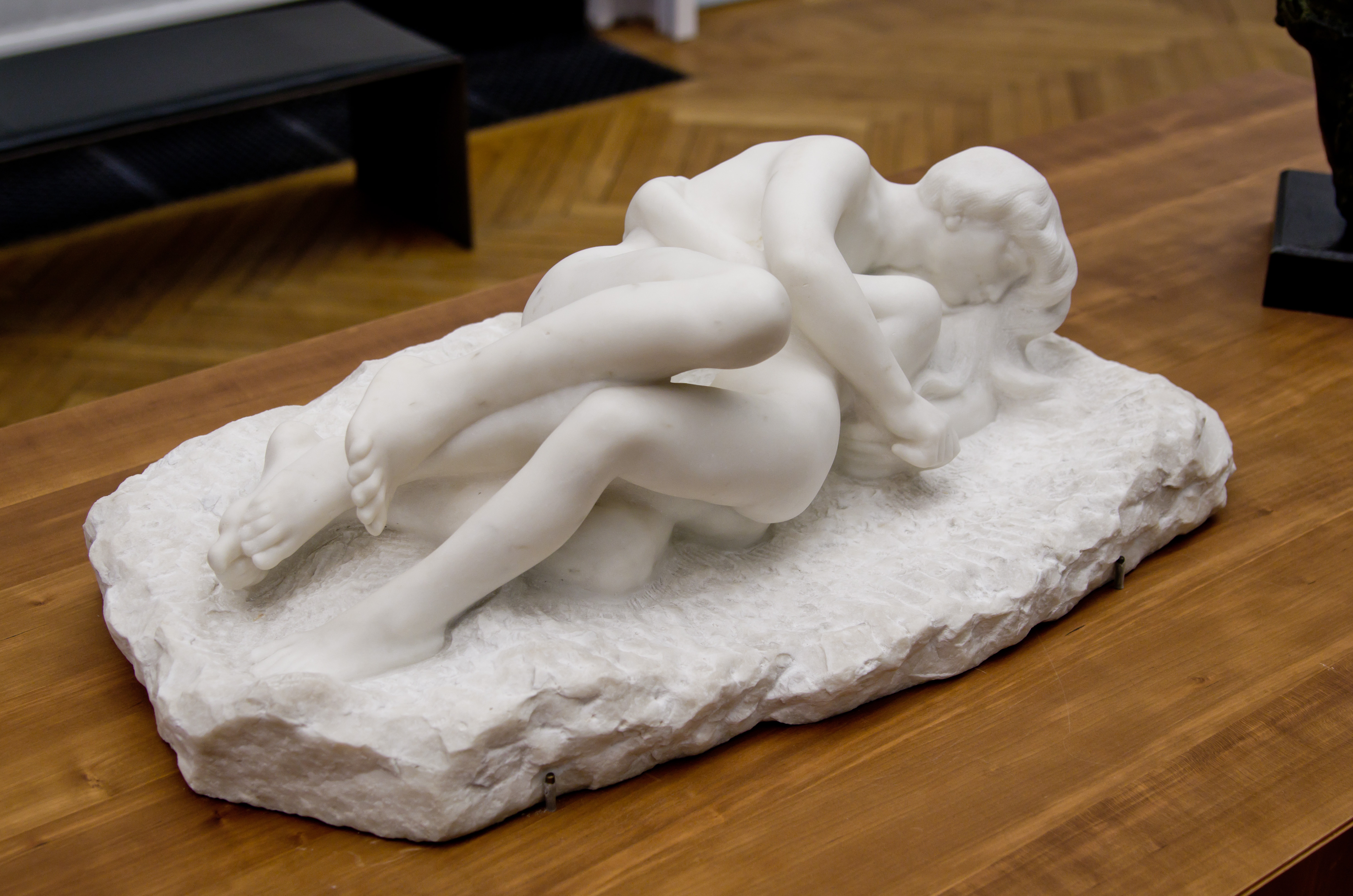
Auguste Rodin: Amor und Psyche, 1885, Paris, Musée des Beaux-Arts de la ville de Paris

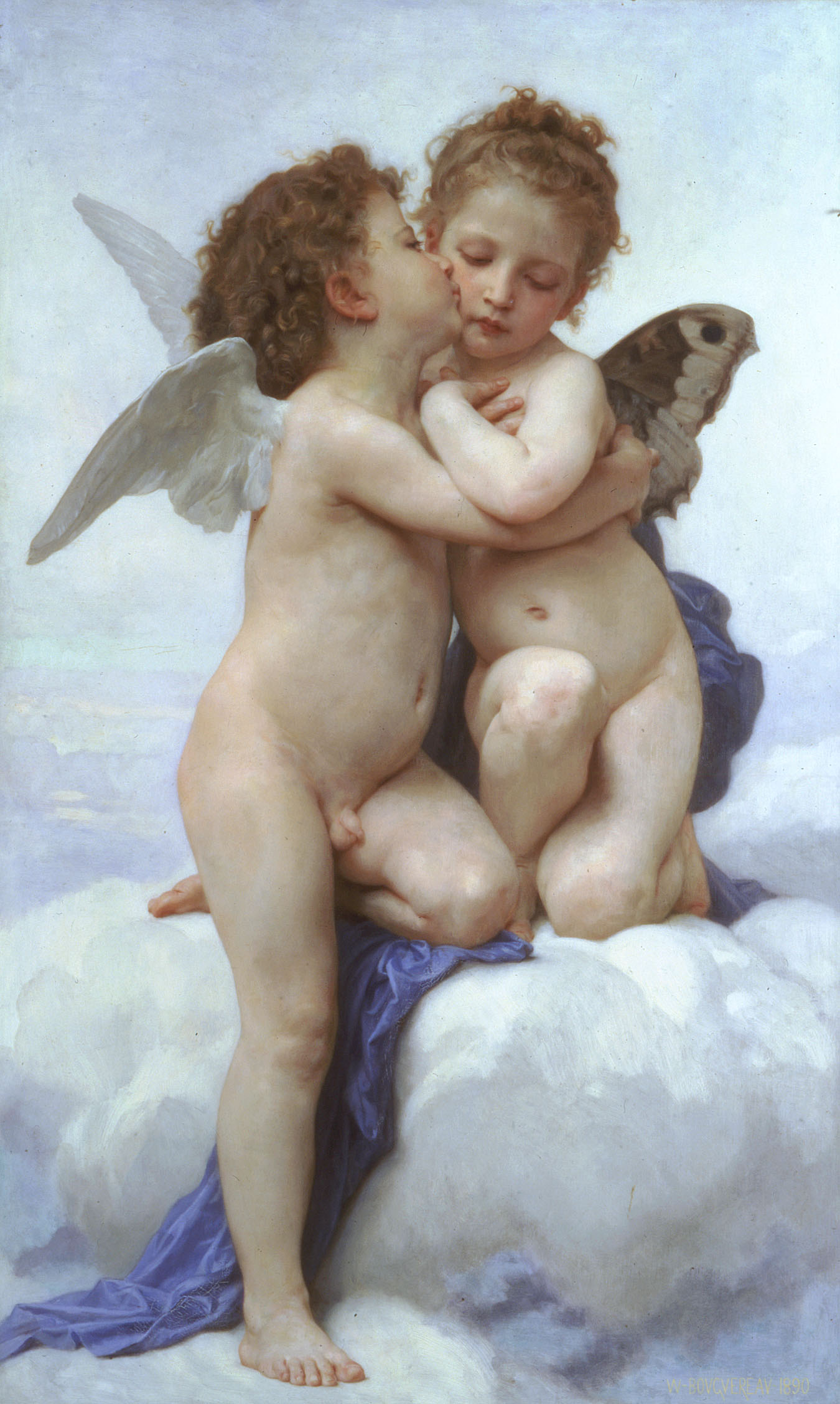
Amor und Psyche als Kinder von William Adolphe Bouguereau, 1890

Skulptur von Reinhold Begas, Briefmarke 1981

Amor und Psyche ist ein sehr verbreitetes Sujet der Bildenden Kunst der Antike und der Neuzeit und ein beliebtes Thema der Belletristik und der Musik. Dargestellt werden Aspekte der mythischen Liebesbeziehung zwischen dem Gott Amor, auch Cupido genannt, und der sterblichen Königstochter Psyche, die schließlich unter die Unsterblichen aufgenommen wird. Die neuzeitliche künstlerische Behandlung des Stoffs knüpft direkt oder indirekt an die Erzählung von Amor und Psyche an, die in den Metamorphosen des Apuleius aus dem 2. Jahrhundert enthalten ist. In der bildenden Kunst der Antike war die Darstellung von Amor (Eros) und Psyche schon in der Epoche des Hellenismus, lange vor der Zeit des Apuleius, beliebt.

## Erzählung bei Apuleius
In dem elf Bücher umfassenden Werk Metamorphosen nimmt die Erzählung breiten Raum ein: Sie macht den Schluss des vierten Buches, das gesamte fünfte Buch und den größten Teil des sechsten Buches aus (4,28–6,24). Die Geschichte von Amor und Psyche stammt nicht aus der griechischen Vorlage der Metamorphosen; offenbar handelt es sich um eine Schöpfung des Apuleius. Eingebettet ist sie in die Darstellung des Schicksals des Mädchens Charite, das von einer Räuberbande entführt worden ist. Die alte Haushälterin der Räuber erzählt Charite, um sie von ihrem Leid abzulenken, die Geschichte vom Gott Amor und der Königstochter Psyche, deren Name das griechische Wort für „Seele“ ist.
Psyche ist die jüngste und schönste der drei schönen Töchter eines Königs. Sie ist so schön, dass alle aufhören, Venus, die Göttin der Schönheit und der Liebe, zu verehren. Verärgert ruft Venus ihren treuen Sohn Amor und befiehlt ihm, Psyche dazu zu bringen, sich in einen schlechten Mann zu verlieben. Der Vater schickt seine Tochter – wie das Orakel des Gottes Apollon ihm befohlen hat – in einem Brautkleid an eine einsame Bergspitze, auf der sie einen furchtbaren Dämon heiraten soll. Doch anstatt die Gemahlin des Dämons zu werden, wird sie von Zephyr, dem Herrn der Winde, auf Anweisung Amors, der selbst der überirdischen Schönheit Psyches erlegen ist, in ein märchenhaftes Schloss gebracht.
In diesem Schloss sucht ihr jetziger Geliebter Amor sie Nacht für Nacht auf, doch tagsüber verschwindet er, ohne dass sie ihn je zu Gesicht bekommt. Da sich Psyche einsam fühlt, gewährt er ihr einen Besuch von ihren Schwestern. Amor warnt sie aber, sie dürfe sich nicht von den Schwestern verleiten lassen, herauszufinden, wer er sei.
Die Schwestern sind zunächst froh, Psyche wohlbehalten vorzufinden, jedoch alsbald von Neid verzehrt. Bei einem weiteren Besuch gelingt es ihnen, das naive Mädchen, das mittlerweile ein Kind erwartet, davon zu überzeugen, dass Amor in Wirklichkeit eine grässliche Schlange sei, weswegen er ihr nie bei Tageslicht gegenübertrete, und überdies beabsichtige, die Schwangere zu verschlingen.
Aus Angst um sich und ihr ungeborenes Kind befolgt sie den Rat ihrer Schwestern und wartet in der Nacht mit einer Öllampe und einem Messer auf ihren Mann. Als sie ihren Geliebten beleuchtet, erblickt sie indessen kein Ungeheuer, sondern den schönen Körper des geflügelten Amor. Psyche ist von Liebe zu ihrem göttlichen Gatten überwältigt und merkt daher nicht, wie ein Tropfen des heißen Öls auf Amors Schultern fällt. Der Gott, der seiner Mutter ungehorsam gewesen ist, fühlt sich hintergangen, fliegt davon und lässt Psyche untröstlich zurück.
Venus ist voller Wut darüber, dass ihr Sohn ihre Befehle missachtet und stattdessen mit Psyche ein Kind gezeugt hat. Venus macht das Mädchen ausfindig und zwingt es, verschiedene lebensgefährliche Aufgaben für die Göttin zu erledigen. Dank der Hilfe von Ameisen, sprechendem Schilfrohr, Türmen etc. gelingt es ihr, sie zu lösen. Bei der letzten Aufgabe lässt sie sich aber von dem Wunsch, ihren Geliebten zurückzuerobern, überwältigen. So öffnet sie, um sich für ihn schön zu machen, ein Kästchen, das eine für Venus bestimmte Schönheitssalbe von Plutos Gemahlin Proserpina enthalten soll, und fällt in einen todesähnlichen Schlaf, der der einzige Inhalt des Behältnisses ist.
Amor hat sich inzwischen von der Verbrennung mit dem heißen Öl erholt und eilt Psyche zur Rettung. Da er sie noch immer liebt, scheucht er mit seinen Flügeln den Todesschlaf wieder in das Kästchen zurück. Während Psyche das Kästchen abliefert, fliegt Amor zum Göttervater Zeus und bittet um Erlaubnis, Psyche zu heiraten. Der oberste Gott (nach anderer Erzählung der Götterbote Merkur) hat Nachsicht, reicht Psyche einen Becher mit Ambrosia und macht sie dadurch unsterblich, so dass einer Hochzeit unter den Göttern nichts mehr im Weg steht.
Psyche gebiert Amor eine wunderschöne Tochter, welche den Namen Hedone (Wollust) erhält.

## Künstlerische Darstellungen
Die Geschichte von Amor und Psyche hat vielfältig in Literatur und Musik, vor allem aber in der bildenden Kunst weitergewirkt. Viele Gemälde und Skulpturen befassen sich mit dem Paar. Zu den bekanntesten gehören die Skulpturen von Antonio Canova im Louvre und von Auguste Rodin im Petit Palais (Musée des Beaux-Arts de la ville de Paris), die Skulpturengruppe von Reinhold Begas in der Alten Nationalgalerie in Berlin sowie die Radierungen von Max Klinger. Der Maler Moritz von Schwind schmückte im Rittergut im sächsischen Rüdigsdorf (Kohren-Sahlis) den Schwind-Pavillon des Besitzers mit zahlreichen Fresken aus. Viele Psychedarstellungen stammen auch von Bertel Thorwaldsen und mehreren seiner Schüler und Nachfolger, darunter Wolf von Hoyer und Ferdinand Schlöth.
In der Musik hat unter anderen Joseph Schuster eine Oper seria Amor und Psiche in zwei Akten nach dem Libretto von Marco Coltellini geschrieben, desgleichen César Franck eine dreiteilige sinfonische Dichtung Psyché für Chor und Orchester und Richard Franck eine Tondichtung für großes Orchester Liebesidyll „Amor und Psyche“ (op. 40). C. S. Lewis hat mit Till we have Faces (Du selbst bist die Antwort) eine moderne Interpretation dieser Geschichte gegeben.
Das erste Ballett um Amor und Psyche wurde 1619 im Louvre aufgeführt. Es folgte 1656 das Ballet de Psyché mit der Musik von Jean-Baptiste Lully. Lully komponierte auch die musikalischen Zwischenspiele für die 1671 aufgeführte Ballett-Tragödie Psyché von Molière, Pierre Corneille und Philippe Quinault, die er 1678 mit dem Librettisten Thomas Corneille zur Oper Psyché umarbeitete. Weite Verbreitung in Europa fand das 1762 uraufgeführte Ballett Psyche et l’Amour von Jean Georges Noverre nach der Musik von Jean-Joseph Rodolphe.
1917 wurde die fantastische Oper Eros und Psyche von Ludomir Różycki (Musik) mit einem Libretto von Jerzy Żuławski nach dessen szenischem Roman Eros i Psyche von 1904 uraufgeführt. 
Für die Erzählforschung ist Amor und Psyche die älteste schriftlich fixierte Fassung des Märchentyps Tierbräutigam.
Im Roman Das Parfum von Patrick Süskind sowie in dessen Verfilmung spielt ein Parfum mit dem Namen Amor und Psyche eine wichtige Rolle.
Auch das Pariser Kamée-Diadem, einst angeblich Geschenk Napoleon Bonapartes an seine erste Ehefrau, Kaiserin Joséphine, und heute Teil des schwedischen Kronschatzes, ziert eine Darstellung des Amor und der Psyche.
Ein Kurzfilm des Künstlerduos VestAndPage heißt Amor and Psyche (In Times of Plagues) (2020).

## Textausgaben, Übersetzungen und Bearbeitungen
- Edward Brand, Wilhelm Ehlers (Hrsg.): Apuleius: Amor und Psyche. Artemis & Winkler, Düsseldorf 2002, ISBN 3-7608-1372-0 (lateinisch und deutsch)
- Kurt Steinmann (Hrsg.): Apuleius: Das Märchen von Amor und Psyche. Reclam, Stuttgart 1978, ISBN 3-15-000486-1 (lateinisch und deutsch)
- Amor und Psyche. Ein Märchen des Apuleis. Illustriert und ornamentiert von Max Klinger. Buchverlag der Morgen, Berlin, 1988; nach der 1880 in München erschienenen Ausgabe; Nachwort Dieter Gleisberg; ISBN 3-371-00061-3

Literarische Bearbeitungen:
- Ludwig Freiherr von Bilderbeck: Psiche, eine Skizze aus der Göttergeschichte, in einem Aufzuge. Zeitz/Naumburg 1793 (Digitalisat)
- Kar Müchler: Psyche. Singspiel in zwei Aufzügen. Berlin 1790 (Digitalisat)
- Carl Müchler: Psyche. Eine Oper in zwey Aufzügen. Grätz 1798 (Digitalisat)
- Franz Karl Hiemer, Ludwig Abeille: Amor und Psyche. Eine Oper in 4 Aufzügen. Elbing 1811 (Digitalisat)
- Carl Werlich: Amor und Psyche, ein lyrisches Drama in vier Acten. Rudolstadt 1816 (Digitalisat)
- Carl Meisl: Amor und Psyche. Eine mythologische Karrikatur in Knittelreimen mit Gesang in zwey Acten. Die Musik ist von Herrn Ferdinand Kauer. Pesth 1820 (Digitalisat)
- Frederik Paludan-Müller: Amor und Psyche. Lyrisches Drama in fünf Acten. Trier 1848

## Hörbücher
- Amor und Psyche. Gelesen von Helene Grass, mOceanOTonVerlag (2007), Vertrieb: Grosser & Stein, ISBN 978-3-86735-213-0
- Amor und Psyche. Gelesen von Angela Winkler, Hörbuchbestenliste, Verlag: der sprachraum, ISBN 3-936301-05-0